# Ptolemaios VIII.
Ptolemaios VIII. Euergetes II. (altgriechisch Πτολεμαῖος Εὐεργέτης Ptolemaíos Euergétēs, deutsch ‚der Wohltäter‘; * um 180 v. Chr.; † 26. Juni 116 v. Chr.), genannt Physkon (Φύσκων Phýskōn, deutsch ‚Dickbauch‘) wegen seiner Adipositas, war ein altägyptischer Pharao und zugleich ein hellenistisch-makedonischer König aus der Dynastie der Ptolemäer in der griechisch-römischen Zeit.

## Herkunft
Ptolemaios VIII. war der Sohn Ptolemaios’ V. und Kleopatras I. und der jüngere Bruder von Ptolemaios VI. Als dieser sich am Vorabend des 6. Syrischen Krieges 170 v. Chr. für volljährig erklärte, nahm er Ptolemaios VIII. und seine Schwester Kleopatra II. als Mitregenten. Als Antiochos IV., der Onkel der drei Könige, in Ägypten einfiel, riefen die Alexandriner den jungen Physkon zusammen mit Kleopatra II. für kurze Zeit zum König aus.

## Regentschaft
Nachdem Antiochos 169 v. Chr. wieder abgezogen war, stimmte Physkon einer gemeinschaftlichen Regierung mit seinem älteren Bruder Philometor und dessen Ehefrau (und beider Schwester) Kleopatra II. zu, ein Arrangement, das zu ständigen Intrigen führte, die bis zum Oktober 164 v. Chr. andauerten, als Philometor nach Rom fuhr, um vom römischen Senat Unterstützung zu erlangen, der sich allerdings als wenig kooperativ erwies.

### Herrschaftsteilung
Physkons Alleinherrschaft wurde jedoch bald so unpopulär, dass die Brüder im Mai 163 v. Chr. eine Teilung der Herrschaft beschlossen, bei der Physkon sich auf die Kyrenaika beschränkte. Obwohl diese Vereinbarung bis zu Philometors Tod 145 v. Chr. hielt, beendete sie nicht die Auseinandersetzungen. Physkon überzeugte den römischen Senat, seinen Anspruch auf Zypern zu unterstützen, den Philometor ignorierte; nach Physkons vergeblichem Versuch, die Insel zu erobern, schickte Rom Philometors Gesandte 161 v. Chr. nach Hause. Um 156/155 v. Chr. versuchte Philometor, Physkon ermorden zu lassen, Physkon fuhr nach Rom, zeigte seine Narben, die er bei dem Anschlag davongetragen hatte, und erhielt trotz Catos Widerstand die Unterstützung des Senats für einen weiteren Versuch, Zypern zu erobern.
Eine Inschrift enthält ein Testament Physkons, in dem dieser auf den vorangegangenen Anschlag verweist und Rom als seinen Erben in der Kyrenaika einsetzt, falls er kinderlos sterben sollte. Dieses Testament wird abseits der Inschrift aus Kyrene von keiner anderen antiken Quelle erwähnt. Es ist daher seit langer Zeit in der Forschung umstritten, ob es sich bei diesem Testament möglicherweise um eine spätere römische Fälschung handelt, die die Annexion der Kyrenaika durch Rom im 1. Jahrhundert rechtfertigen sollte. Gut möglich ist, dass das Testament selbst zwar authentisch ist und von Ptolemaios Physkon stammt, aber erst die Römer den Text als Inschrift öffentlich aufstellen ließen, um ihre Herrschaft über die Kyrenaika zu rechtfertigen.
Der zweite Versuch, Zypern zu erobern, scheiterte ebenfalls. Philometor nahm Physkon gefangen, verschonte ihn jedoch, bot ihm die Hand seiner Tochter Kleopatra Thea an und schickte ihn in die Kyrenaika zurück.

### Heiratsantrag an Cornelia, die Mutter der Gracchen
Nachdem Cornelia, Tochter des Bezwingers Hannibals Scipio Africanus und Mutter der beiden Volkstribunen Tiberius und Gaius Gracchus, verwitwete, stellte Physkon ihr 154 v. Chr. einen Heiratsantrag. Cornelia lehnte ihn jedoch ab. Er hoffte abermals auf römische Hilfe, um seine Herrschaft zu erweitern, nachdem er Zypern nicht erobern konnte und in die Kyrenaika zurückgeschickt wurde. Der Antrag wird als degoutanter Anbiederungsversuch an die römische Aristokratie, insbesondere an den damals einflussreichen Scipionenkreis, interpretiert. Zu den Folgen einer Eheschließung werden unterschiedliche Hypothesen aufgestellt. So hätte dies womöglich attraktive für die römische Nobilität gewesen, um die Macht im Inneren zu erweitern und eine Ehe mit seiner Nichte Kleopatra Thea abzuwenden, die sein Bruder ihm anbot. Jedoch wird dabei ausgelassen, dass einerseits eine Verknüpfung des Scipionenkreises mit einem hellenistischen Herrscherhauses zu internen Spannungen in der Aristokratie hätte führen können und andererseits die Qualifikation Physkons als Thronfolge in Alexandria in ein Risiko gefallen wäre, welches zu seinen politischen Ziele gehörte.
Das Zeugnis Plutarchs über dieses Ereignis wird in der Forschung mehrfach als historisch gesichert angenommen. Althistorikerin Günther sieht das Zeugnis als nicht historisch an, da es sich um antimonarchische Propaganda handeln könnte, die zu der Zeit verbreitet war. Außerdem fehlten in der Quelle Details wie der genaue Name Physkons, der für den Zweck der Propaganda nicht nötig gewesen sein sollte.

### Als Alleinherrscher

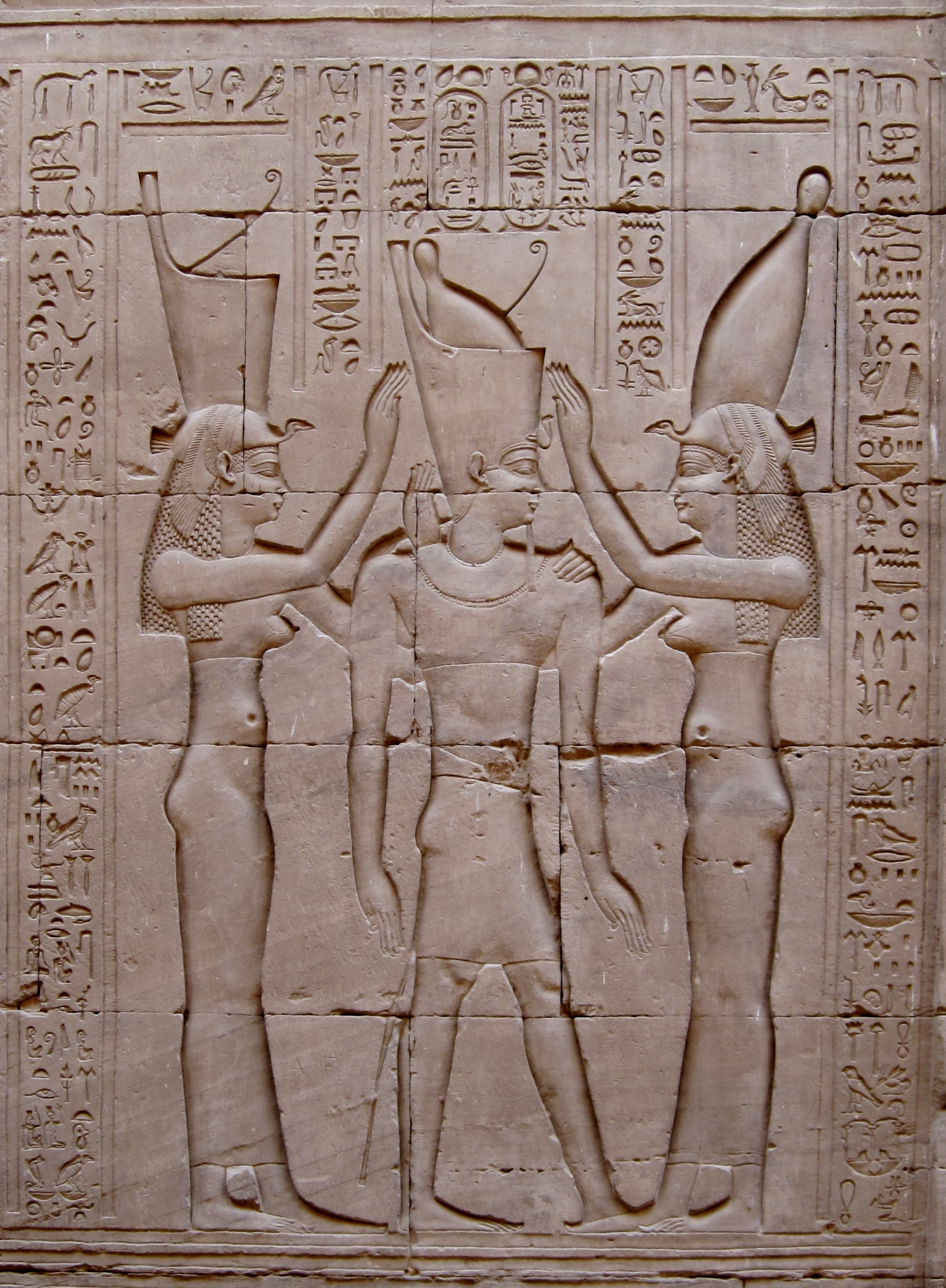
Ptolemaios VIII. zwischen Wadjet und Nechbet (Relief im Tempel von Edfu)

Als Philometor 145 v. Chr. auf einem Feldzug starb, proklamierte Kleopatra II. ihren Sohn Ptolemaios VII. zum Nachfolger; Physkon kehrte jedoch nach Ägypten zurück und schlug eine gemeinsame Regierung sowie die Ehe mit seiner Schwester Kleopatra vor. Das Schicksal seines Neffen ist ungewiss. Justin berichtet, Physkon habe ihn bei den Hochzeitsfeierlichkeiten eigenhändig umgebracht. Es spricht jedoch einiges dafür, dass der Neffe im Jahr 143 v. Chr. Alexanderpriester war. Physkon bestieg nun den Thron als Ptolemaios VIII. Euergetes II., ein Name, der an seinen Ahnen Ptolemaios III. erinnern sollte.
Antike Autoren wie Menekles von Barka berichten von Massenvertreibungen von Juden und Intellektuellen von Alexandria, die Philometor unterstützt hatten. Flavius Josephus erwähnt sogar ein gescheitertes Massaker an Juden mittels Kampfelefanten. Sicher ist, dass viele Gelehrte das Land verlassen mussten. Dazu gehörten Aristarchos (der bereits 146 v. Chr. nach Zypern ging) und Apollodor von Athen. Die große Zahl an vertriebenen Gelehrten soll dazu geführt haben, dass an vielen anderen Orten Kunst und Wissenschaft neu erblühten, da die Exilanten dort Unterricht gaben, um ihren Lebensunterhalt zu verdienen. Polybios gibt an, dass damals fast die gesamte griechische Bevölkerung aus Alexandria vertrieben worden sei; diese Schilderung dürfte aber erheblich übertrieben sein. Andererseits ist überliefert, dass man den König aufgrund seiner Härte in Alexandria nicht „Wohltäter“ (Euergetes), sondern „Übeltäter“ (Kakergetes) nannte.
Wie bereits sein Beiname bezeugt, war der König von immenser Körperfülle. Während diese Adipositas aber im ägyptischen Kontext ein Symbol für Macht, Erfolg und Reichtum war, weshalb Ptolemaios VIII. sie bewusst öffentlich zur Schau stellte, stieß sie insbesondere bei Römern auf Abscheu:

„Er war nämlich hässlich und von kleiner Statur, und durch seine Adipositas sah er weniger einem Menschen als einem Vieh ähnlich. Diese Hässlichkeit wurde noch durch sein sehr dünnes, durchsichtiges Gewand gesteigert – als ob bewusst zur Schau gestellt werden sollte, was doch ein Mann mit Schamgefühl unter allen Umständen verbergen sollte.“

### Heirat mit Kleopatra III. und Bürgerkrieg
Ptolemaios VIII. verführte und heiratete Kleopatra III., seine Nichte und Stieftochter, ohne sich von deren Mutter Kleopatra II. scheiden zu lassen (141/140). Der unvermeidliche Konflikt zwischen Mutter und Tochter schwelte zehn Jahre, bis er 132/131 v. Chr. in einen Bürgerkrieg mündete, bei dem das Volk Alexandrias den königlichen Palast in Brand setzte. Ptolemaios VIII., Kleopatra III. und ihre Kinder flohen nach Zypern, während Kleopatra II. ihren und Physkons etwa 13-jährigen Sohn Ptolemaios Memphites vielleicht zum Gegenkönig proklamieren wollte. Euergetes gelang es jedoch, den Jungen zu sich zu locken. Er tötete seinen Sohn und sandte ihn in Stücken an seine Mutter zurück.
Der Bürgerkrieg vertiefte die Kluft zwischen Kleopatras Alexandria und dem flachen Land, das Ptolemaios unterstützte. Kleopatra bot den ägyptischen Thron Demetrios II. Nikator an, der aber mit seinem Heer nur bis Pelusion kam; 127 v. Chr. floh Kleopatra nach Syrien, während Alexandria den Kampf noch ein weiteres Jahr führte.
Nach weiteren Intrigen kehrte Kleopatra II. 124 v. Chr. nach Ägypten zurück. Zur gleichen Zeit schickte Ptolemaios seine zweite Tochter von Kleopatra III., Tryphaina, zur Hochzeit mit Antiochos VIII. Eine großangelegte Amnestie 118 v. Chr. war mit Strafnachlässen, Steuererleichterungen und diversen Wirtschafts- und Gesetzesreformen verbunden.
Ptolemaios VIII. starb am 26. Juni 116 v. Chr. (kurz nach ihm auch Kleopatra II.). Er hatte die Nachfolge dahingehend geregelt, dass er es Kleopatra III. überließ, einem seiner beiden Söhne die Herrschaft zu übertragen.